# Розлади, пов'язані з глютеном

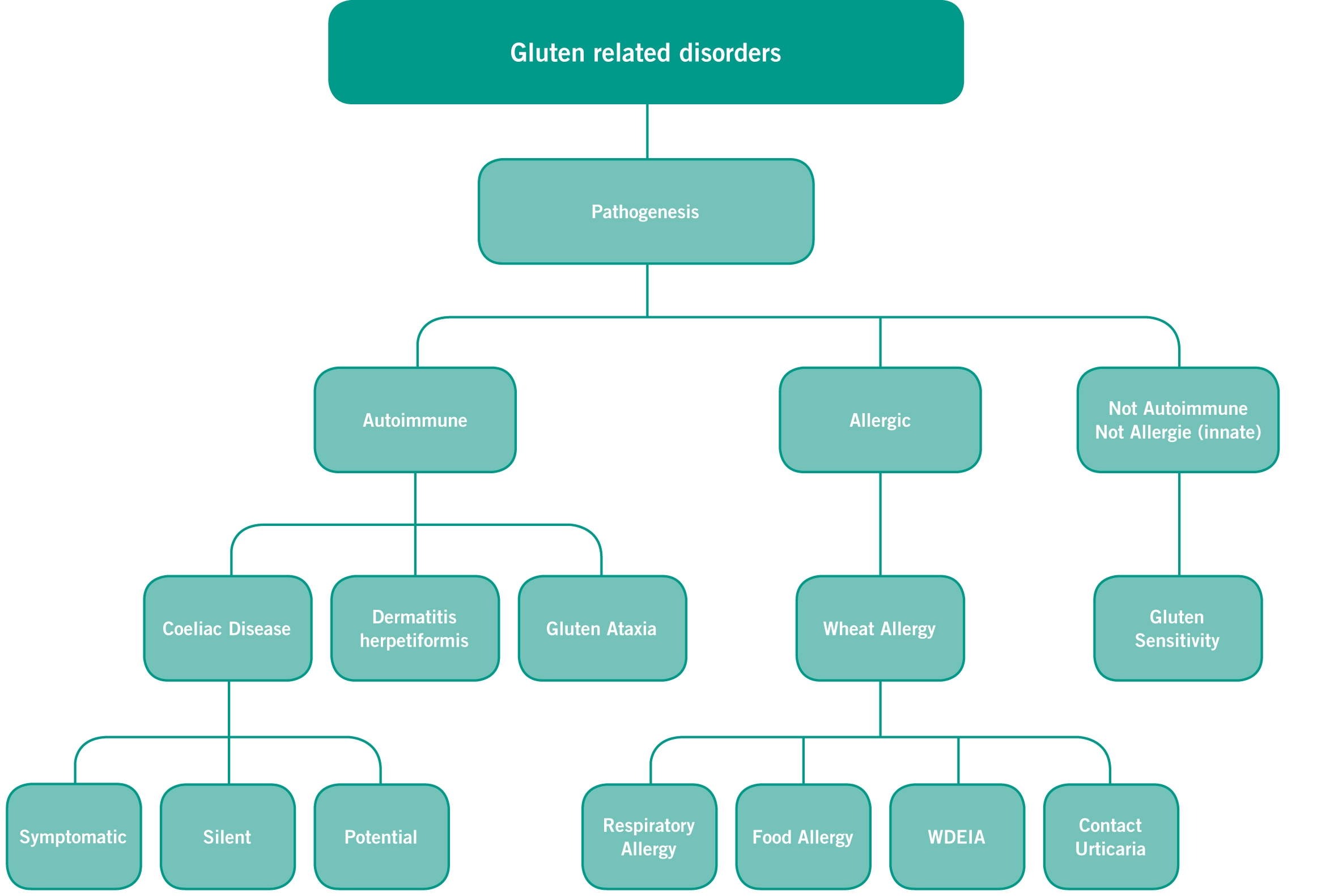
Порушення, пов'язані з глютеном

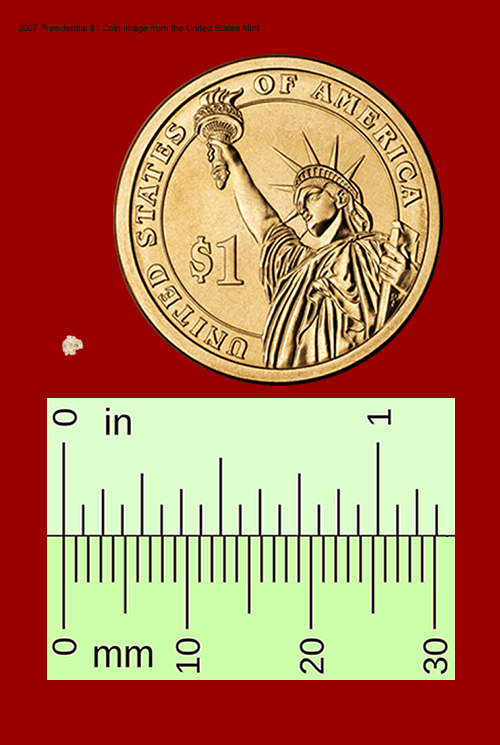
Одна крихта хліба розміром 1 мм містить достатньо глютену щоб активувати автоімунну реакцію у людей із целіакією, коли вони дотримуються безглютенової дієти (можливо, без помітних симптомів). Вживання глютену навіть у малих кількостях уповільнює одужання у людей з розладами, пов'язаними з глютеном.

До розладів, що пов'язані з глютеном належать: целіакія, нецеліакійна чутливість до глютену, глютенова атаксія, герпетифорний дерматит (DH) та алергія на пшеницю. Багатопрофільне дослідження, яке частково базується на Міжнародному симпозіумі 2011 року, прийшло до висновку, що слід уникати використання терміна «непереносність глютену» через відсутність конкретності.
Клейковина (глютен) — це група білків, таких як проламіни та глутеліни, що зберігаються з крохмалем в ендоспермі різних зернових культур.
Станом на  2017, розлади, пов’язані з глютеном діагностуються все частіше. Зростання можна пояснити популярністю західної дієти, поширенням середземноморської дієти, все більшою заміною рису пшеницею у багатьох країнах, збільшенням вмісту клейковини в хлібі та хлібобулочних виробах завдяки скороченню часу бродіння тіста. Пов'язують це і з появою нових сортів злаків, з більшою кількістю глютену. Проте дослідження, в якому проаналізували 60 сортів пшениці між 1891 і 2010 роками, ставить під сумнів думку, що сучасна пшениця має вищий вміст глютену. Загалом, рік збору врожаю мав суттєвіший вплив на білковий склад ніж сорт. «На білковому рівні ми не знайшли доказів, що підтверджують підвищений імуностимулюючий потенціал сучасної озимої пшениці.»

## Типи
Класифікація порушень пов'язаних з глютеном:
- Аутоімунні розлади: целіакія, герпетиформний дерматит, глютенова атаксія
- Розлади невстановленої природи: нецеліакійна чутливість до глютену
- Алергічні розлади: харчова алергія (IgE-опосередкована та не-IgE-опосередкована), пекарська астма, контактний дерматит тощо.

### Аутоімунні розлади

#### Целіакія
Целіакія — один з найпоширеніших хронічних, імуно-опосередкованих розладів, спричинених вживанням глютену, який міститься в пшениці, ячмені, житі, вівсі та похідних. Цей стан пов'язаний з наявністю алелів DQ2 та DQ8 лейкоцитарного антигену людини (HLA) типу II. Ці алелі можуть стимулювати опосередковану Т-клітинами імунну відповідь на тканинну трансглютаміназу (фермент в позаклітинному матриксі), що призводить до запалення слизової оболонки кишечника і, врешті-решт, атрофії ворсинок тонкої кишки.

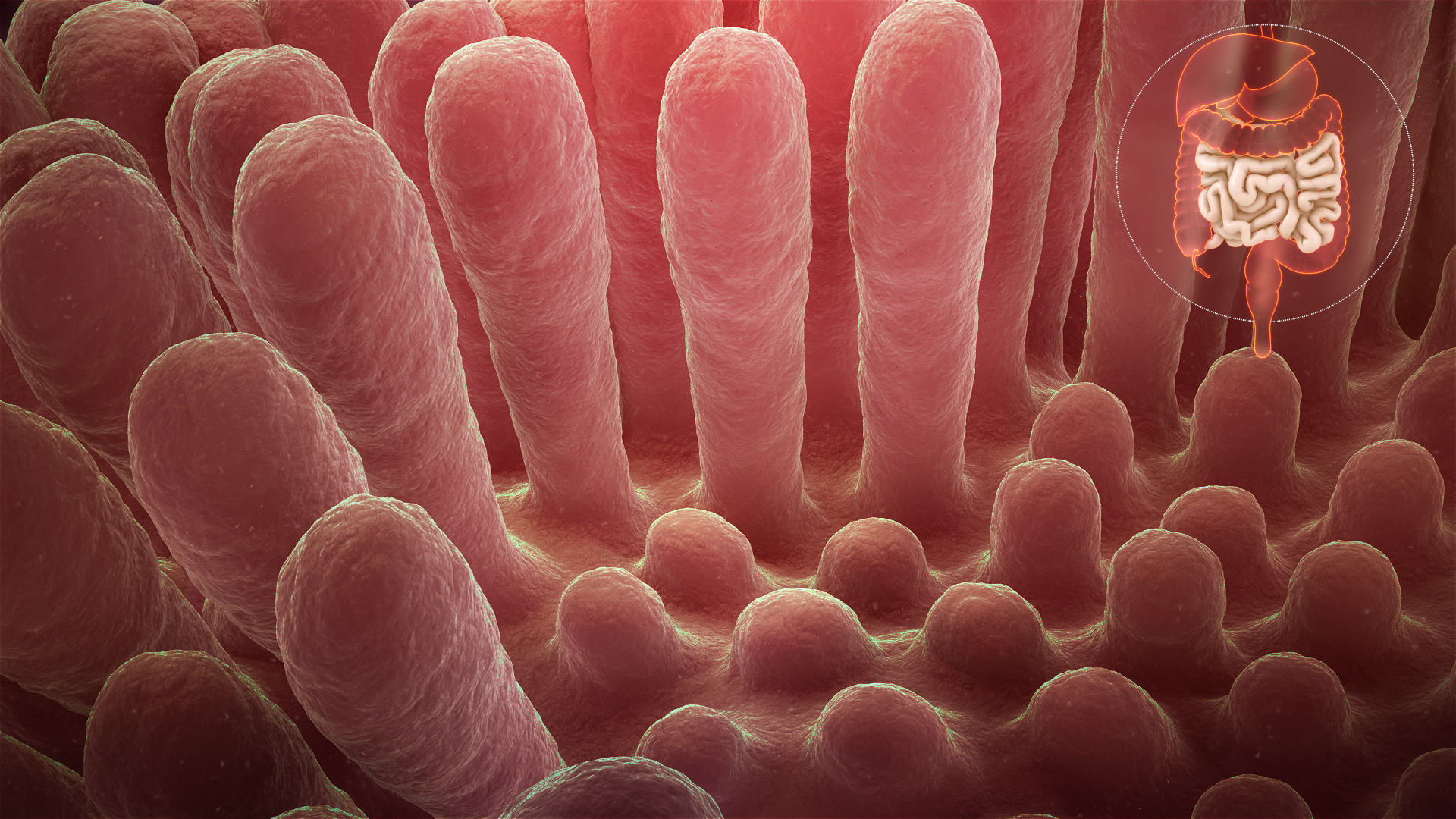
Атрофія ворсинок тонкої кишки.

Целіакія може супроводжуватися і симптомами, що не пов'язані зі шлунково-кишковим трактом. Вона може бути безсимптомною, і серологічні маркери (антитканинна трансглутаміназа [TG2]) теж не завжди присутні, також багато людей можуть мати незначні ураження слизової оболонки без атрофії кишкових ворсинок. Діагностика целіакії повинна базуватися на поєднанні сімейного анамнезу людини, генетики (тобто наявності HLA DQ2 / DQ8) та серології кишечника.
Целіакія вражає приблизно 1–2 % загальної популяції у всьому світі, але більшість випадків залишаються нерозпізнаними і не діагностованими, тому не лікуються. Люди можуть страждати від важких симптомів хвороби і обстежуватися протягом багатьох років, перш ніж буде встановлений відповідний діагноз. Целіакія, що не лікується, може призвести до недостатнього засвоєння поживних речовин, зниження якості життя, дефіциту заліза, остеопорозу, підвищеного ризику розвитку кишкових лімфом та більшої смертності. Целіакія асоційована з деякими аутоімунними захворюваннями, такими як: цукровий діабет 1 типу, тиреоїдит, атаксія глютену, псоріаз, вітіліго, аутоімунний гепатит, герпетиформний дерматит, первинний склерозуючий холангіт тощо.
Целіакія з «класичними симптомами» проявляється хронічною діареєю та здуттям живота, порушенням всмоктування певних вітамінів та мінералів, втратою апетиту, порушенням росту та навіть болем у кістках. На сьогодні вона є найменш поширеною формою захворювання, що вражає переважно дітей, як правило, віком до двох років. Найпоширенішим типом є целіакія з «некласичними симптомами», що зустрічається у дітей старше від двох років, підлітків та дорослих. Цей тип характеризується більш слабкими або навіть відсутніми шлунково-кишковими симптомами та широким спектром некишкових проявів, які можуть залучати будь-який орган тіла (зокрема мозочкова атаксія, гіпертрансаміназемія та периферична нейропатія). Як зазначалося раніше, целіакія дуже часто може бути абсолютно безсимптомною як у дітей (принаймні у 43 % випадків), так і у дорослих.
На сьогоднішній день єдиним медичним методом лікування людей, хворих на целіакію, є дотримання безглютенової дієти впродовж всього життя.

#### Герпетифорний дерматит
Герпетифорний дерматит або хвороба Дюрінга-Брока — це хронічний пухирчастий аутоімунний стан шкіри, що характеризується наявністю шкірних уражень, які мають здебільшого симетричний розподіл, і знаходяться переважно в зонах більшого тертя, також, зазвичай, трапляються на ліктях, колінах, сідницях, щиколотках, а іноді — на шкірі голови та інших частинах тіла. Ураження мають пухирчасто-кіркову форму, і після відшарування вони перетворюються або в пігментовані ділянки, або в ахромічні, інтенсивні пекучі та сверблячі, пухирчасті висипання. Незважаючи на свою назву, захворювання не пов'язане і не викликається вірусом герпесу: назва означає, що це запалення шкіри, яке має вигляд, подібний до герпесу. Хвороба може вражати осіб обох статей будь-якого віку.
Герпетифорний дерматит відносно часто має атипові прояви, що ускладнюють діагностику. У деяких людей може спостерігатися лише еритема або сильний свербіж, чи лише хронічна кропив'янка, а можуть з'являтися пурпурні ураження на руках і ногах, що нагадують петехії, можливими проявами є долонно-підошовний кератоз, ураження, що схожі на лейкоцитокластичний васкуліт, та / або ураження, що імітують пігментну пріго. Тому герпетифорний дерматит можна сплутати з багатьма різними шкірними ураженнями, такими як атопічний дерматит, екзема, кропив'янка, короста, імпетиго, поліморфна еритема та інші аутоімунні пухирчасті захворювання.
Цей стан вважається «целіакією шкіри». З цієї причини нові рекомендації Європейського товариства дитячої гастроентерології, гепатології та харчування для діагностики целіакії роблять висновок, що перевірений діагноз герпетифорний дерматит сам по собі підтверджує діагноз целіакія. Проте дуоденальна біопсія рекомендується у сумнівних випадках або при підозрі на шлунково-кишкові ускладнення, зокрема лімфому. Люди з герпетифорним дерматитом мають різний ступінь ураження кишечника, починаючи від більш м'яких уражень слизової і закінчуючи наявністю атрофії ворсинок.
Головним методом лікування є дотримання безглютенової дієти протягом усього життя. Проте ураження шкіри можуть зникнути через кілька місяців, а то й років. Щоб заспокоїти свербіж, часто рекомендують дапсон як тимчасове лікування, але він не впливає на шлунково-кишкові зміни та може мати побічні ефекти.

#### Глютенова атаксія
Глютенова атаксія — це аутоімунне захворювання, при якому введення глютену призводить до виникнення пошкоджень в мозочку (зокрема втрати клітин Пуркіньє), який контролює координацію та складні рухи, такі як ходьба, говоріння та ковтання. У людей із глютеновою атаксією зазвичай спостерігається порушення ходи або координації рухів та тремор верхніх кінцівок. Поширеними є ністагм та інші очні ознаки дисфункції мозочка. Також може з'явитися міоклонія, тремор піднебіння та опсоклонус.
Рання діагностика та лікування безглютеновою дієтою можуть полегшити атаксію та запобігти її прогресуванню. Ефективність лікування залежить від часу, що минув від початку хвороби до встановлення діагнозу, оскільки загибель нейронів в мозочку в результаті впливу глютену є незворотною.
Глютенова атаксія становить 40 % атаксій невідомого походження та 15 % усіх атаксій. Менше 10 % людей з глютеновою атаксією мають будь-який шлунково-кишковий симптом, проте близько 40 % мають пошкодження кишечника.

### Нецеліакійна чутливість до глютену
Нецеліакійна чутливість до глютену — це синдром, при якому у людей розвиваються різноманітні кишкові та / або позакишкові симптоми, які полегшуються при виключенні глютену з раціону. Цей синдром, можливо, опосередкований імунітетом, і він в 6 –10 разів поширеніший від целіакії.
Шлунково-кишкові прояви нагадують такі при синдромі подразненого кишечника. У хворих можуть спостерігатися: біль у животі, здуття живота, діарея або запор, нудота, аерофагія, гастроезофагеальна рефлюксна хвороба та афтозний стоматит.
До позакишкових симптомів належать: головний біль або мігрень, «затуманений розум», втома, фіброміалгія, біль у суглобах та м'язах, оніміння ніг або рук, поколювання кінцівок, дерматит (екзема або шкірний висип), атопічні розлади, алергіїя, депресія, тривога, анемія, залізодефіцитна анемія, дефіцит фолієвої кислоти, астма, риніт, розлади харчування, або аутоімунні хвороби.
Крім того, нецеліакійна чутливість до глютену пов'язана з деякими нервово-психічними розладами, зокрема з шизофренією, аутизмом, периферичною нейропатією, а також з атаксією та синдромом порушення активності та уваги.
Імовірно, за розвиток кишкових симптомів відповідає не лише клейковина, а й інші компоненти злаків, такі як олігосахариди (зокрема фруктани) та деякі рослинні білки, що є в глютенмісних злаках (аглютиніни, лектини та інгібітори трипсину амілази (ІТС)) ІТС складають близько 2–4 % від загального білка в сучасній пшениці та 80–90 % у глютені. В огляді від травня 2015 року, опублікованому в Gastroenterology, Fasano et al. зробити висновок, що ІТС можуть бути індукторами вродженого імунітету у людей з целіакією або нецеліакійною чутливістю до глютену. Певні шлунково-кишкові симптоми, такі як здуття живота, при нецеліакійній чутливості можуть бути пов'язані з ферментованими оліго-, ді-, моносахаридами та поліолами. Лікування полягає у безглютеновій дієті. Поки невідомо, є нецеліакійна чутливість до глютену постійним чи тимчасовим станом. Результати дослідження 2017 року дозволяють припустити, що цей стан може бути хронічним розладом.
Приблизно у однієї третини осіб, які страждають на нецеліакійну чутливість, симптоми проявляються навіть після виключення глютену з раціону. Можливо це пов'язано з діагностичною помилкою, поганим дотриманням дієти чи іншими причинами. У тих, хто страждає від нецеліакійної чутливості, може скластися враження, що їм не потрібно дотримуватися суворої безглютенової дієти, однак вони повинні уважно читати етикетки інгредієнтів на харчових продуктах та знати про потенційне перехресне забруднення як джерело глютену в продуктах, що не містять глютену.
У деяких випадках люди можуть значно покращитись за допомогою дієти з низьким вмістом ферментованих оліго-, ді-, моносахаридів та поліолів на додаток до відмови від глютену. Крім того, люди, які страждають на нецеліакійну чутливість, можуть мати харчову алергію, опосередковану IgE, і, за оцінками, близько 35 % людей страждають на певну непереносність їжі, переважно на непереносність лактози.
Нецеліакійна чутливість може бути станом пізнього початку: у проспективному дослідженні, проведеному серед дорослих людей від 18 до 80 років, було встановлено, що середній вік початку захворювання становить 55 років, із поширеністю у жінок у шість разів більшою, ніж серед чоловіків.

### Алергія на пшеницю
Шлунково-кишкові симптоми алергії на пшеницю подібні до симптомів целіакії та нецеліакійної чутливості до глютену, однак існує різний інтервал між впливом пшениці та появою симптомів. Алергія на пшеницю швидко починається (від хвилин до годин) після вживання їжі, що містить пшеницю, і може проявлятися анафілаксією.
Лікування алергії на пшеницю складається з повної відмови від будь-якої їжі, що містить пшеницю та інші злакові, що містять глютен. Тим не менш, деякі люди можуть переносити ячмінь, жито або овес.

### Інші стани або фактори ризику
Антитіла до α-гліадину значно підвищені у осіб, які мають виразку у порожнині рота, часто зустрічаються при целіакії (CD), в меншій мірі при субклінічній целіакії, але також виявляються у підгрупі, яка не має захворювання. Серед людей із синдромом псевдо-ексфоліації 25 % мали підвищений рівень антигліадинового IgA. У групі ризику знаходяться люди, рідні яких мають целіакію, і люди, що страждають на інші аутоімунні хвороби.
Глютен призводить до вираженого астро- та мікрогліозу в гіпоталамусі самців мишей, що свідчить про розвиток пошкодження гіпоталамуса у гризунів, а отже становить потенційну загрозу і для людини.

## Симптоми
Повідомлялося про понад 250 симптомів чутливості до глютену, зокрема здуття живота, дискомфорт або біль у животі, запор та діарея. Чутливість може також проявлятися позакишковими симптомами, такими як: головний біль, " затуманення розуму ", поколювання та / або оніміння в кінцівках, втома, м'язові розлади та біль у кістках або суглобах; також повідомлялося про нервово-психічні прояви (" глютеночутливі ідіопатичні невропатії ").

### Ускладнення
Було виявлено, що особи з антигліадиновими антитілами мають підвищений ризик розвитку лімфоїдного раку.

## Причини

### Імунохімія глютену
Глютени пшениці є важливим фактором деяких запальних захворювань. Відповідь може бути неспецифічною або опосередкованою MHC II (HLA-DQ), чи MHC I. Реакція на білки глютену та поліпептидні області відрізняється залежно від типу чутливості до глютену. Відповідь також залежить від генів лейкоцитарного антигену людини. В ентеропатії існує принаймні 3 типи розпізнавання, вроджений імунітет, HLA-DQ та розпізнавання антитілами гліадину та трансглутамінази. При нецеліакійній чутливості більш ніж у половині випадків спостерігається високий рівень антигліадинових IgG. При алергії на пшеницю є вроджений компонент, і шляхи відповіді опосередковуються через IgE проти гліадину та інших білків пшениці.

## Патофізіологія
У порівнянні з патофізіологією целіакії, патофізіологія нецеліакійної чутливості набагато менш зрозуміла. Огляд літератури 2014 року показав, що люди, які страждають на неї, «є гетерогенною групою, що складається з декількох підгруп, кожна з яких характеризується різним патогенезом та клінічним анамнезом, і, можливо, клінічним перебігом».

### Генетика
Целіакія та нецеліакійна чутливість тісно пов'язані з генами лейкоцитарного антигену класу II (серотипами HLA-DQ2 та HLA-DQ8), розташованими в хромосомі 6p21. Майже всі люди з целіакією позитивні до HLA-DQ2 / HLA-DQ8 (95 % — до HLA-DQ2, а решта — як правило, до HLA-DQ8 (який має 30 % кавказців)). Однак специфічність HLA-DQ2 та / або HLA-DQ8 для целіакії є низькою, оцінки коливаються від 36 % до 53 %. У осіб з нецеліакійною чутливістю алелі HLA-DQ2 та / або HLA-DQ8 присутні лише приблизно в 50 %, що все ще більше, ніж у загальній популяції.

## Діагностика
Особи, у яких підозрюється целіакія, можуть пройти серологічне тестування на антитіла IgA проти тканинної трансглютамінази та антиендомізіальні антитіла (скорочено EMA), якщо рівень IgA високий, і якщо рівень IgA низький, тестування на певні антитіла IgG; у разі позитивних серологічних тестів показана біопсія дванадцятипалої кишки, яка може підтвердити активну целіакію.
Відсутність HLA-DQ2 та HLA-DQ8 має дуже високе негативне прогностичне значення для целіакії. Типізація HLA-DQ має практичну перевагу в тому, що це єдиний діагностичний тест, який дозволяє виключити целіакію, коли людина вже перебуває на безглютеновій дієті; однак, оскільки не тільки целіакії дає позитивні на HLA-DQ2 / HLA-DQ8 результати, цей метод має вищий показник хибнопозитивних результатів, ніж тестування на антитіла.
У 2010 році було запропоновано правило чотирьох із п'яти для підтвердження целіакії, причому захворювання підтверджується, якщо виконуються принаймні чотири з наступних п'яти критеріїв:
- типові симптоми целіакії;
- позитивні серологічні тести, аутоантитіла класу А при високому титрі;
- генотипи лейкоцитарного антигену людини (HLA) -DQ2 або DQ8;
- целіакійна ентеропатія при біопсії тонкої кишки;
- позитивна реакція на безглютенову дієту.

Про нецеліакійну чутливість говорять тоді, коли відкидається целіакія та алергія на пшеницю.
Для діагностики алергії на пшеницю доступні тести на алергію.

## Лікування
Для людей з целіакією дотепер сувора дієта без глютену є єдиним ефективним методом лікування.
Для людей з нецеліакійною чутливістю до глютену все ще залишаються відкритими питання тривалості такої дієти. Результати дослідження 2017 року дозволяють припустити, що це може бути хронічним розладом.
Для людей з алергією на пшеницю в середньому потрібно шість років безглютенової дієти, за винятком людей з анафілаксією, для яких дієта повинна бути протягом усього життя.
Ступінь перехресного забруднення глютеном, що переноситься людьми з чутливістю до глютену, не є чітким, але є деякі докази того, що вони можуть мати симптоми навіть після вживання невеликих кількостей. Частина людей з невропатією, пов'язаною з глютеном, або глютеновою атаксією, здається, не може переносити навіть слідів глютену, дозволених у більшості продуктів, позначених як «безглютенові».
Включення вівса до безглютенових дієт залишається суперечливим. Авенін, присутній у вівсі, також може бути токсичним для хворих на целіакію. Його токсичність залежить від сорту. Крім того, овес часто перехресно забруднюється зерновими, що містять глютен.

### Ризики немедичного та самостійного призначення безглютенової дієти
Вилучення глютену з раціону без попереднього повного медичного обстеження може ускладнити діагностику целіакії. Діагностичні тести (антитіла та біопсія дванадцятипалої кишки) втрачають свою корисність, якщо людина вже не вживає глютен.

### Потенційні харчові дефіцити
Білки глютену мають низьку харчову та біологічну цінність. Однак незбалансований вибір їжі та неправильний вибір безглютенових продуктів можуть призвести до харчових дефіцитів. Заміна борошна на безглютенове у комерційних продуктах може призвести до нижчого споживання важливих поживних речовин, таких як залізо та вітаміни групи В. Деякі комерційні замінні продукти, що не містять глютену, не збагачені або менш збагачені ніж їх глютеновмісні аналоги, і вони часто мають більший вміст ліпідів / вуглеводів.
Псевдозернові (лобода, амарант та гречка) є здоровою альтернативою цим готовим продуктам та мають високу біологічну та харчову цінність. Крім того, вони містять білок вищої харчової якості, ніж пшениця, і у більшій кількості.

## Епідеміологія
У США виявлено менше випадків целіакії, порівняно з іншими країнами. За оцінками, кількість випадків целіакії та алергії на пшеницю становить приблизно 1 %. Захворюваність на нецеліакійну чутливість невідома; деякі оцінки коливаються від 0,6 % до 6 % а систематичний огляд 2015 року повідомляв про дослідження з показниками поширеності від 0,5 % до 13 %.
В Європі середнє споживання глютену становить від 10 до 20 г на день, а частина населення досягає 50 г і більше на день.

## Положення
У різних країнах введені норми та вимоги щодо маркування харчових продуктів, які не містять глютен.
Для Європи Регламент Комісії (ЄС) № 41/2009 від 20 січня 2009 року щодо складу та маркування харчових продуктів, придатних для людей з непереносністю глютену, встановив гармонізовані правила щодо вмісту та маркування цих харчових продуктів, встановлюючи умови, згідно з якими харчові продукти можуть бути позначені як «безглютенові» або «з дуже низьким вмістом глютену». Але ці правила були скасовані з 20 липня 2016 року. Натомість відповідно до Регламенту (ЄС) No 609/2013 про їжу для певних груп, продукти, що не містять глютену, в майбутньому повинні бути законодавчо закріплені згідно з Регламентом ЄС про харчову інформацію для споживачів (Регламент (ЄС) No. 1169/2011). Крім того, Виконавчий Регламент Комісії (ЄС) № 828/2014 від 30 липня 2014 року про вимоги щодо надання споживачам інформації про відсутність або зменшення присутності глютену в харчових продуктах розширив норми Регламенту (ЄС) 41/2009 про "твердження про відсутність глютену та «дуже низький вміст глютену» щодо нефасованих продуктів, таких як ті, що подаються у ресторанах. Виконавчий регламент також роз'яснює, як сповіщати споживачів про різницю між харчовими продуктами, які від природи не містять глютену, та продуктами, спеціально розробленими для осіб, які не переносять глютен.
Розпізнаванню безглютенових упакованих продуктів сприяє символ схрещеного зерна. Символ використовується як логотип, який полегшує покупку харчових продуктів людям із целіакією та іншими захворюваннями, пов'язаними з глютеном.

## Дослідження
У подвійному сліпому, перехресному дослідженні 2018 року на 59 особах, було виявлено, що кишкові симптоми (особливо здуття живота) були більш вираженими від дії фруктанів, ніж від білків глютену (P = 0,049). Хоча різниця була дуже невеликою, автори дійшли висновку, що фруктани, скоріш за все, є причиною кишкових симптомів при нецеліакійній чутливості. Крім того, фруктани, використані в дослідженні, були вилучені з кореня цикорію, тож залишається з'ясувати, чи мають фруктани пшениці такий самий ефект.

## Дивитися також
- Целіакія
- Безглютенова дієта
- Клейковина
- Гліадин